# Xantofil·la

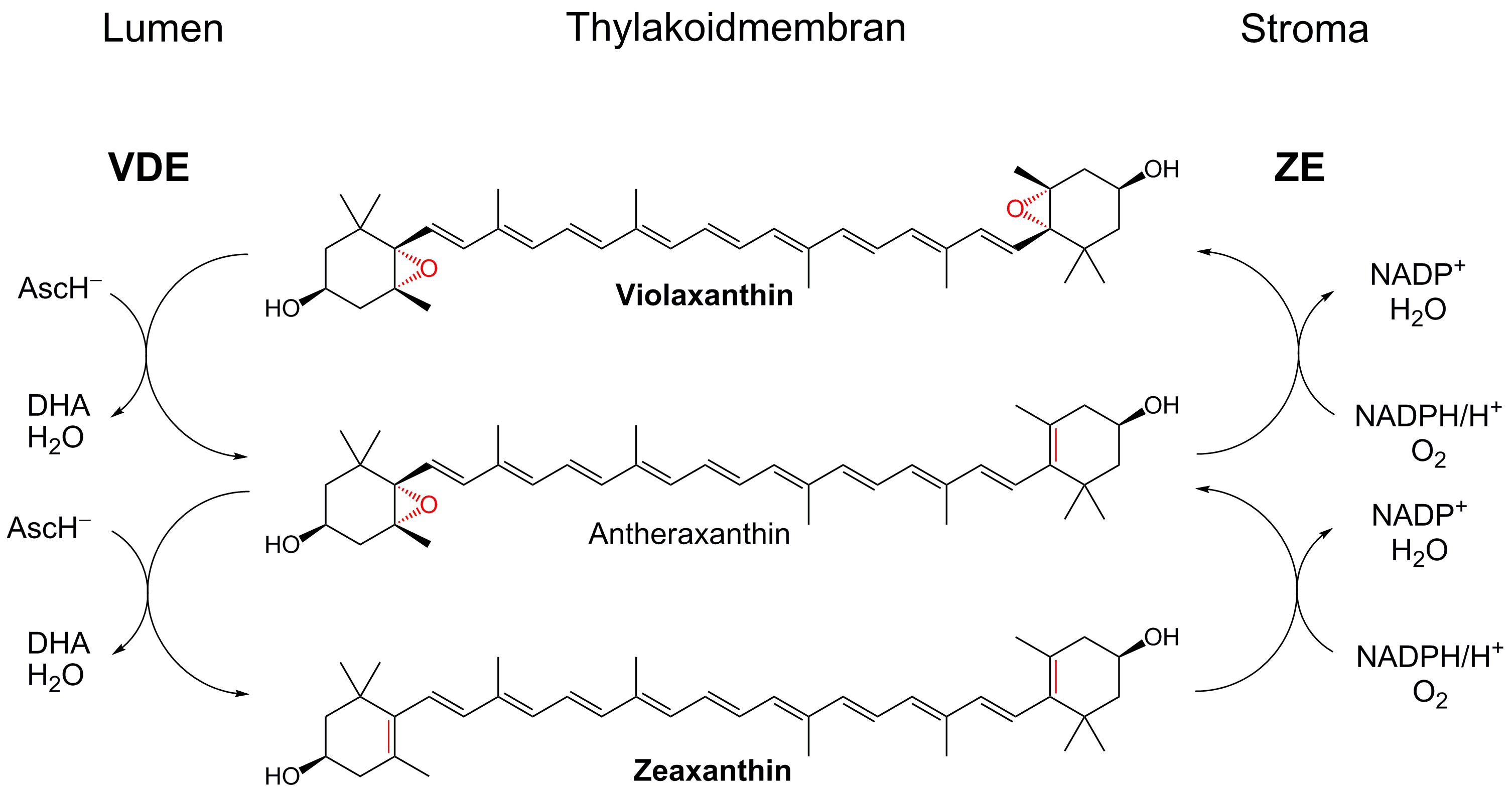
Cicle xantòfil

Les xantofil·les (del grec, xanthós 'groc' i phyllon 'fulla') són un grup de compostos químics pertanyents al grup dels carotenoides. que contenen un o més àtoms d'oxigen a la seva estructura. Són pigments fotosintètics que es troben a la natura, juntament amb els carotens; de fet, deriven dels carotens per oxigenació. També es poden obtenir per síntesi química. Són més resistents a l'oxidació que les clorofil·les i proporcionen tons groguencs a les fulles seques.
Les xantofil·les van ser descobertes per Vladimir Nikolaevich Lubimenko en algues l'any 1927. Com la resta de carotenoides, tenen dues funcions principals: actuar com a pigments antena i també com a fotoprotectors, no únicament en organismes fotosintètics, sinó també en teixits animals.
Una de les aplicacions de les xantofil·les és el seu ús com a additius alimentaris. S'obtenen per extracció. El seu codi genèric dins la Unió Europea és E161 i els de les diverses xantofil·les autoritzades com a additius són: Flavoxantina (E161a), luteïna (E161b) criptoxantina (E161c), rubixantina (E161d), violaxantina (E161e), rodoxantina (E161f), cantaxantina (E161g), zeaxantina (E161h) i astaxantina (E161).